# Radio España
Radio España es la emisora decana de la radiodifusión española. Fue inaugurada oficialmente, en Madrid, el 10 de noviembre de 1924, tras haber sido autorizado su funcionamiento por el Gobierno. Ello fue como consecuencia de la publicación de la Real Orden de 14 de junio de 1924, que permitiría la radiodifusión de forma legal en España, mediante la concesión de las primeras licencias de radio privadas. 
El origen de Radio España se debe al empresario de ascendencia suizo-francesa, Ernesto Gschwind Faure, que anteriormente había sido director general de Radio Ibérica, S.A. 
Desde sus inicios en 1924, Radio España estuvo emitiendo por onda media hasta el año 2001. Tras 20 años en silencio, Radio España ha pasado a ser propiedad de la Academia Española de la Radio y emite por streaming con alcance mundial.

## Historia
La emisora inició emisiones en pruebas durante el mes de octubre de 1924 y sería el 10 de noviembre de 1924 cuando ya se inauguró oficialmente. Participaron en la inauguración el director del diario La Libertad, Luis de Oteyza, que era, además, el presidente honorario de la Asociación Radio Española. También pronunciaron discursos inaugurales la artista Cristina de Arteaga y el ingeniero Ricardo Urgoiti, que meses después sería el director de Unión Radio (EAJ-7), futura Radio Madrid. Asimismo, en representación del Ayuntamiento de Madrid, participó el teniente de alcalde, Santiago Fuentes Pila.
Radio España, con indicativo EAJ-2, se adelantó cuatro días a la inauguración de EAJ-1, Radio Barcelona (de la Cadena SER). que fue el 14 de noviembre de 1924. Desde siempre ha existido polémica en torno a considerar cuál de las dos es realmente la emisora decana de la radio española.  
A lo largo de muchos años, decenas de profesionales prestaron sus voces a las ondas de Radio España. Desde Ángel Soler hasta Bobby Deglané, pasando por Daniel Vindel, Emilio Bengoa, José Luis Barceló Fernández de la Mora, Lola Cervantes, Rosarito Iglesias, Paco Galindo, Fernando Dicenta, Luis Gómez de Verdasco, Maribel Aguilera, José María García, Encarna Sánchez, Miguel Ángel Nieto, Diego Martín, etc. Ya durante los años 80 y 90, cabe recordar nombres como, Alejo García, Carlos Peñaloza, Ketty Kaufmann, Enrique Dausá, Juan Ignacio Ocaña, Pedro Pablo Parrado, Héctor del Mar, Carlos Dávila, Ramón Pi, J.J. Santos, Iñaki Cano, Agustín Bravo, Paco Lobatón, Teresa Viejo, José Ribagorda, Roberto Arce, Antonio Jiménez, Pepe Cañaveras, José Antonio Ovies, José Luis López Castro y Rosa Quintana, entre otros. Uno de los programas más emblemáticos fue Radio Hora (1972-1998),inicialmente con Enrique Dausá y Rigoberto Ferrer Álvarez como creadores, en el que se daba la hora exacta cada minuto con noticias de interés general y publicidad, de forma muy similar a la cubana Radio Reloj. El informativo continúa en antena actualmente en Radio Intercontinental de la mano de Gerardo Quintana.
Radio España celebró su 50 aniversario, en noviembre de 1974, mediante una gala organizada en Madrid, presidida por el ministro de Información y Turismo, León Herrera Estaban. Un acto donde se entregaron reconocimientos a destacadas y populares personalidades del momento.
En 1975, tal y como sucedió en otras emisoras de radio, el Estado obligó a Radio España a cederle el 25% de sus títulos. En noviembre de 1985 la compañía Unión Ibérica de Radio que dirigía Eugenio Fontán, expresidente de Cadena SER, se hizo con el 75% de las acciones de la emisora. El 25% restante permaneció en manos del Estado hasta que fue adquirido por Televisa España.

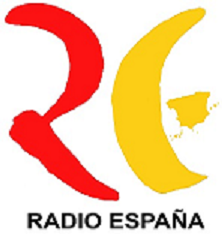
Logotipo de Radio España

Con problemas económicos desde hacía tiempo, en octubre de 2000 el Grupo Planeta se hizo con el 35% de las acciones de Radio España. Tan sólo ocho meses después, los nuevos dueños presentaron un expediente de regulación de empleo sobre el 81% de sus 208 empleados y alquilaron emisoras a otros operadores, entre ellos el grupo Onda Cero (entonces propiedad de Telefónica) a partir del 23 de julio de 2001. Desaparecía así de las ondas españolas una emisora con más de 75 años de historia. En julio de 2007, el Grupo Planeta adquirió definitivamente el 100% de Unión Ibérica de Radio.
Todas las emisoras en Onda Media pasaron a ser Onda Cero (Radio España, Cadena Ibérica y Radio Rato).
La mayoría de emisoras en FM pasaron a ser Melodía FM y otras las menos Europa FM u Onda Cero.
En diciembre de 2020, la Academia Española de la Radio adquiere la marca Radio España con el propósito de relanzar esta histórica emisora nuevamente, ya con cobertura mundial a través de streaming. Se da la circunstancia que el presidente de la Academia, Jorge Álvarez, era miembro del Comité de empresa de Radio España cuando se produjo su cierre en el año 2001 y fue el único representante sindical que no firmó el ERE (Expediente de Regulación de Empleo) que conllevaría el despido de prácticamente toda la plantilla de la emisora.
El 18 de marzo de 2024, Radio España fue galardonada con el "Marconi World Radio Award", premio internacional instaurado por la princesa Elettra Marconi (hija del inventor de la radio, Guglielmo Marconi) y la Academia Española de la Radio.
Con motivo de la celebración del 100 aniversario de Radio España, Lotería Nacional y la ONCE dedicaron un billete y cupón respectivamente en los sorteos del 2 y 10 de noviembre de 2024. Asimismo, el Ayuntamiento de Madrid aprobó por la unanimidad del Pleno municipal dedicar un espacio a Radio España en el entorno del Parque de Madrid Río. 
El 8 de noviembre de 2024 tuvo lugar la gala de celebración del centenario de Radio España en la Real Casa de Correos, sede de la Presidencia de la Comunidad de Madrid, en la Puerta del Sol. La ceremonia, conducida por la periodista María José Bosch, incluyó la entrega de los Premios Radio España 2024, así como la entrega del Premio Nacional de Tauromaquia, edición 2024,

## Frecuencia modulada y DAB
En 1974 fue creada la emisora de frecuencia modulada Radio España FM (en el 97.2 en Madrid), más tarde conocida como Onda Dos y Top Radio de Multimedios Radio. Se la considera una de las grandes impulsoras de lo que se dio en llamar la Movida madrileña, al retransmitir en directo el acontecimiento que dio inicio al fenómeno: el concierto homenaje a Canito de 1980 en la Escuela de Ingenieros de Caminos de la Universidad Politécnica de Madrid, con la participación de Tos, Nacha Pop, Mamá, Alaska y los Pegamoides, Los Rebeldes y Paraíso.
Entre los locutores destacados de ese periodo pueden citarse nombres como Patricia Godes, Gonzalo Garrido, Rafael Abitbol, Diego A. Manrique, José Manuel Costa o Juan de Pablos, entre otros.
Unión Ibérica de Radio, S.A. fue una de las agraciadas en el concurso de concesiones DAB de ámbito estatal. El Consejo de Ministros lo resolvió el 10 de marzo de 2000. Desde ese momento comenzó a emitir en tecnología digital, hasta que en 2001 fue sustituida por Top Radio 97.2 y posteriormente, en julio de 2006, por Onda Melodía.

## Enlaces
1. Página oficial de Radio España
2. Gala del 100 aniversario de Radio España
3. Cupón de la ONCE dedicado a Radio España
4. Sorteo de Lotería Nacional dedicado a Radio España
5. Parque Radio España en Madrid

- Datos: Q6096317
- Multimedia: Radio España / Q6096317